# 抗美援朝下河口公路断桥遗址
抗美援朝下河口公路断桥遗址，通称河口断桥，原名清城桥，位于中华人民共和国辽宁省丹东市宽甸满族自治县长甸镇河口村的鸭绿江江面上，与朝鲜民主主义人民共和国平安北道朔州郡隔江相望。目前为全国重点文物保护单位。

## 简介
清城桥1942年由日本控制下的满洲国和朝鲜总督府组织中国劳工修建，是鸭绿江上连接中国大陆和朝鲜半岛两岸最早的一座公路桥。第二次世界大战后成为中华人民共和国与朝鲜民主主义人民共和国贸易的枢纽之一。
1950年代朝鲜战争爆发后，该桥成为中国人民志愿军过江的重要桥梁，包括志愿军第39军117师、第40军118师、第3兵团、第20兵团和第23兵团在内，多支中国人民志愿军部队经由此桥开赴战争前线；彭德怀、毛岸英等人也是通过此桥进入朝鲜境内。1950年11月8日，在美军空中打击下，下河口公路桥受损，经抢修恢复通车。1951年11月中旬，美军出动大量B-29轰炸机，再次对下河口公路桥展开空袭，当地防空部队进行了还击，但桥梁中部约200米长的桥身仍被炸断，桥面沉入水中，无法修复。残余部分存留至今，成为鸭绿江丹东段两座被美军炸毁的断桥之一（另一座为丹东市区的鸭绿江断桥）。
桥梁落成时，桥长709.12米、宽6米、高25米，共23孔，载重60吨，采用钢筋水泥结构；现中方一侧仍存9孔、朝方存5孔，另有三座桥墩立于江中。
1994年8月9日，该桥成为宽甸县级文物保护单位，2006年10月20日成为该县爱国主义教育基地，2010年11月5日被列入丹东市级文物保护单位。2013年5月，下河口断桥被列入第七批全国重点文物保护单位名单。